# Brug bij Eindhout
De brug bij Eindhout is een brug over het Albertkanaal nabij Eindhout in de Belgische gemeente Laakdal. De brug maakt deel uit van de gewestweg N174. In 2018 is de bestaande liggerbrug met een doorvaarthoogte van 7.68 meter vervangen door een boogbrug met een doorvaarthoogte van 9.10 meter. Het kanaal werd verbreed van 48.70 meter naar 86 meter. 